# Dobsonia moluccensis
Dobsonia moluccensis — вид рукокрилих, родини Криланових.

## Середовище проживання
Країни поширення: Австралія, Індонезія, Папуа Нова Гвінея, Тимор-Лешті. Мешкає від рівня моря до 2700 м над рівнем моря. Цей вид мешкає в тропічних вологих лісах, мокрих відкритих лісах, сільських садах, фруктових і кокосових плантаціях.

## Стиль життя
Лаштує сідала в печерах, провалах, старих шахтах, покинутих будівлях і густій рослинності. Це стадний вид. У Новій Гвінеї колонії можуть містити кілька тисяч тварин. В Австралії колонії, як правило, набагато менші. Самиці раз на рік народжують одне маля.

## Загрози та охорона
Немає серйозних загроз для видів у всьому ареалі. Втрата середовища проживання через активну вирубку становить загрозу разом з полюванням на харчі й видобутком нікелю на о. Ґаґ, Індонезія. Він також локально під загрозою в частинах ареалу, де стріляють як вид-шкідник, а також випадкової смертності на дротяних огорожах. Відомо з ряду охоронних районів. Таксономічна робота необхідна для розв'язання питання про статус цього виду по відношенню до D. magna.